# Sermuth
Sermuth és un poble de la ciutat de Colditz al districte de Leipzig a l'estat de Saxònia (Alemanya). Els rius Zwickauer Mulde i Freiberger Mulde hi conflueixen i formen el Mulde, un afluent major de l'Elba.

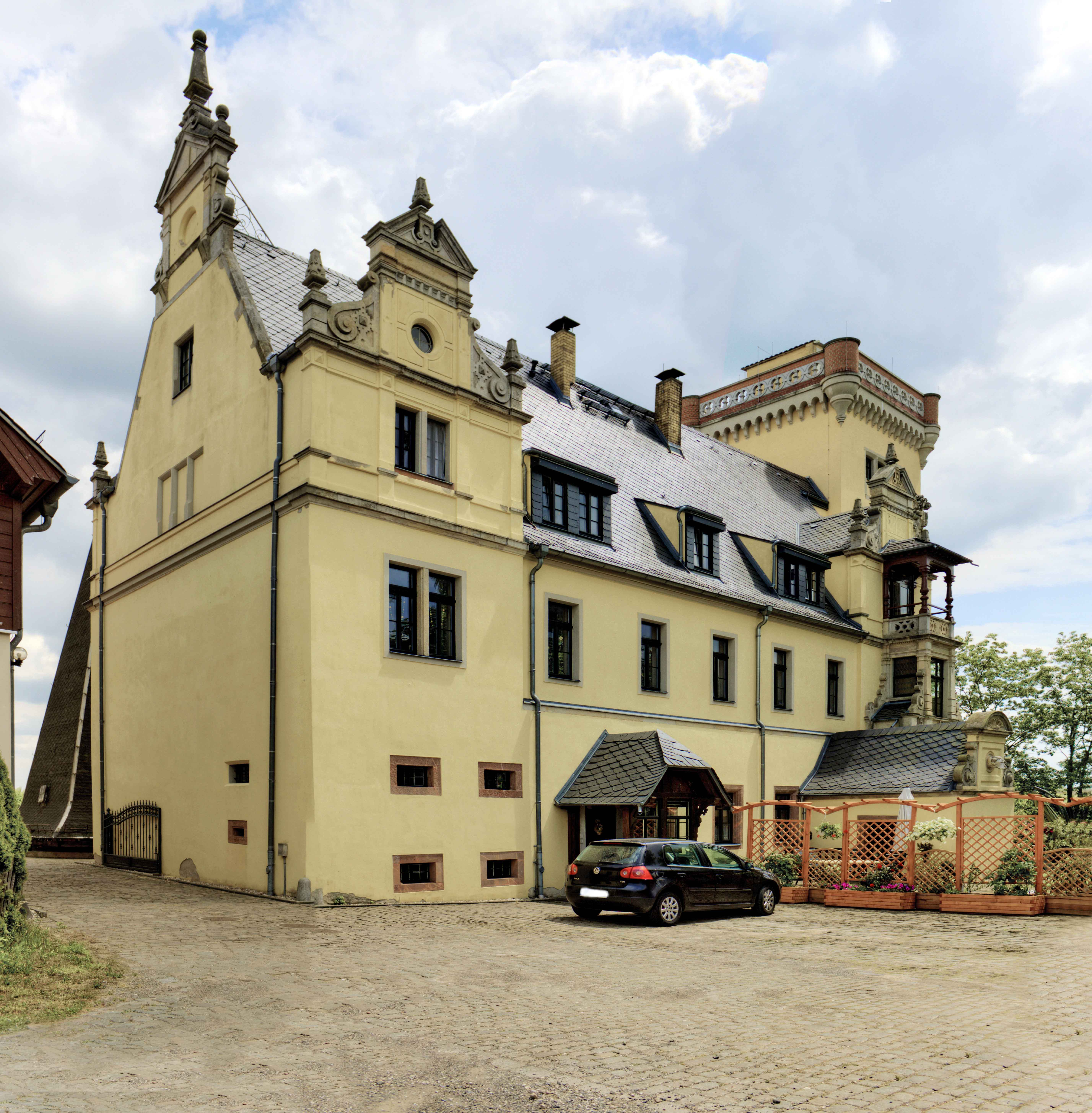
Castell de Kötteritzsch

El primer esment escrit Sermut com assentament eslau data del 1286. L'antiga casa senyorial de Kötteritzsch va ser transformada vers 1900 en castell d'estil neorenaixement. El poble té tres nuclis: Kleinsermuth, Grosssermuth i Kötteritzsch. Fins a la fusió amb Colditz l'1 de març de 1991 era un municipi independent.